# جغرافیای اوگاندا

موقعیت اوگاندا در آفریقا

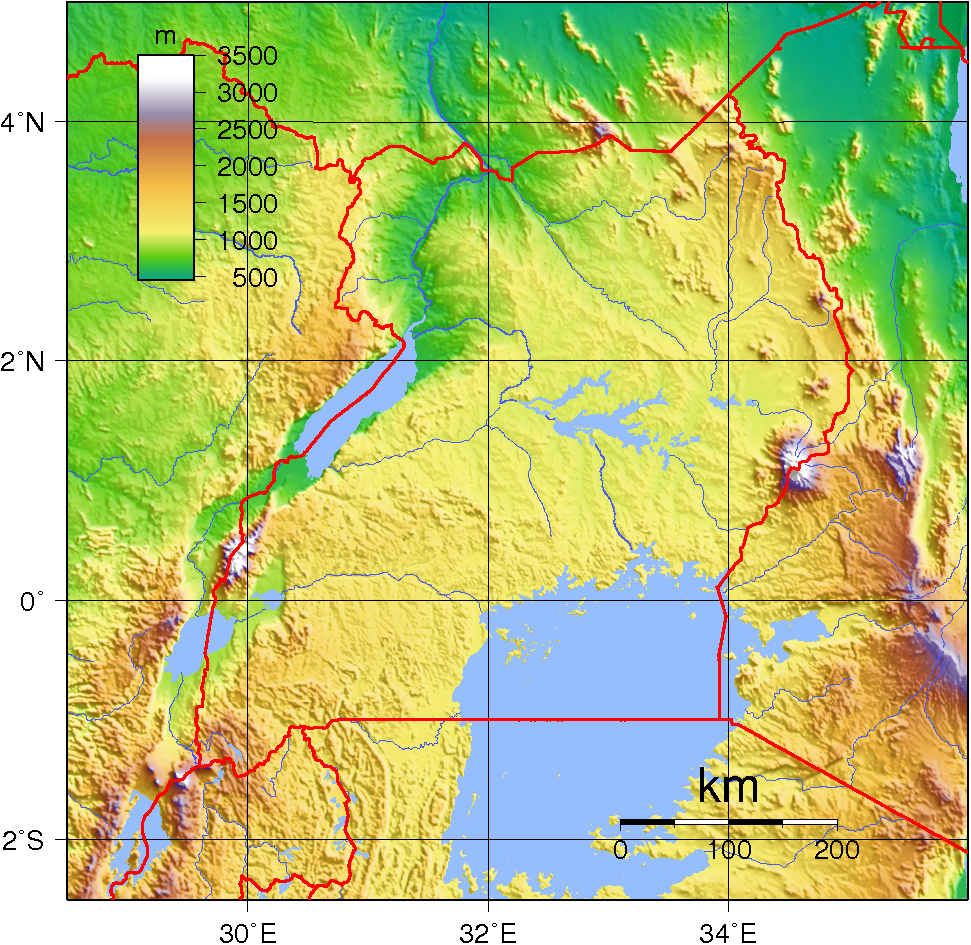
نقشه ناهمواری‌های اوگاندا

اوگاندا کشوری است در شرق قاره آفریقا. این کشور در غرب کنیا، جنوب سودان جنوبی، شرق جمهوری دموکراتیک کنگو و شمال رواندا و تانزانیا واقع شده‌است.
سطح این کشور عمدتاً فلات است محاط به لبه کوهستان. مرز شمال شرقی فلات با رشته‌کوه‌های آتشفشانی که شامل کوه‌های مورونگوله، موروتو و کادام است، مشخص شده‌است که ارتفاع همه آنها از ۲۷۵۰ متر فراتر می‌رود. 
جغرافیای اوگاندا بسیار متنوع است و از تپه‌های آتشفشانی، کوه‌ها و دریاچه‌ها تشکیل شده‌است. این کشور به‌طور متوسط ۹۰۰ متر از سطح دریا ارتفاع دارد. هر دو مرز شرقی و غربی اوگاندا دارای کوه هستند. اوگاندا همچنین دارای تعداد زیادی دریاچه دارد.
پست‌ترین نقطه کشور، نیل آلبرت است با ۶۱۴ متر ارتفاع که در مرز با سودان جنوبی قرار دارد. بلندترین نقطه نیز قله مارگریتا در کوه استنلی است به بلندای ۵٬۱۱۱ متر. بلندترین نقطه اوگاندا؛ بلندی‌های استنلی اغلب توسط ابر پنهان شده و قله‌های آن با برف و یخچال‌های طبیعی پوشیده شده‌است.
آب و هوای اوگاندا گرمسیری و به‌طور کلی بارانی است با دو فصل خشک (دسامبر تا فوریه، ژوئن تا اوت). شمال شرق کشور نیمه‌خشک است. 
منابع طبیعی اوگاندا عبارتند از مس، کبالت، نیروی برق‌آبی، سنگ آهک، نمک، زمین‌های کشاورزی و طلا.

## دریاچه‌ها
این کشور در قلب منطقه دریاچه‌های بزرگ قرار دارد و توسط سه مورد از آنها، دریاچه ادوارد، دریاچه آلبرت و دریاچه ویکتوریا احاطه شده‌است. در حالی که کرانه‌های دریاچه‌ها بسیاری از مرزهای این کشور را تشکیل می‌دهند، اوگاندا راه به دریا ندارد و محصور در خشکی است.
دریاچه ویکتوریا در اوگاندا ۶۹٬۴۸۴ کیلومتر مربع سطح دارد و در قسمت جنوب شرقی کشور جای گرفته است. این دریاچه پس از دریاچه سوپریور در آمریکای شمالی، دومین دریاچه بزرگ آب شیرین داخلی جهان از نظر اندازه است، اگرچه دریاچه بایکال در سیبری از نظر حجم و عمق بزرگتر است. دریاچه ویکتوریا همچنین یکی از منابع رود نیل است.

## آب و هوا
اوگاندا دارای آب و هوای گرمسیری است و دمای آن به‌طور میانگین در محدوده ۲۵ تا ۲۹ درجه سانتی‌گراد قرار دارد. ماه‌های دسامبر تا فوریه گرم‌ترین ماه‌ها هستند، اما حتی در این فصل هم عصرها می‌تواند با دمای ۱۷–۱۸ درجه سانتی‌گراد خنک باشد.
بارش سالانه اوگاندا بین ۱۰۰۰ تا ۱۵۰۰ میلی‌متر است. فصل بارندگی از مارس تا مه و از سپتامبر تا نوامبر است. در این ماه‌ها، بارش شدید باران می‌تواند گذر از جاده‌ها و مناطق را دشوار کند. دوره ژانویه تا فوریه و دوباره از ژوئن تا اوت خشک است.